# Allobremeria
Allobremeria is een geslacht van vlinders van de familie bloeddrupjes (Zygaenidae), uit de onderfamilie Procridinae.

## Soorten
- A. plurilineata Alberti, 1954
- A. spielhagenae Alberti, 1954